# Joris Tjebbes

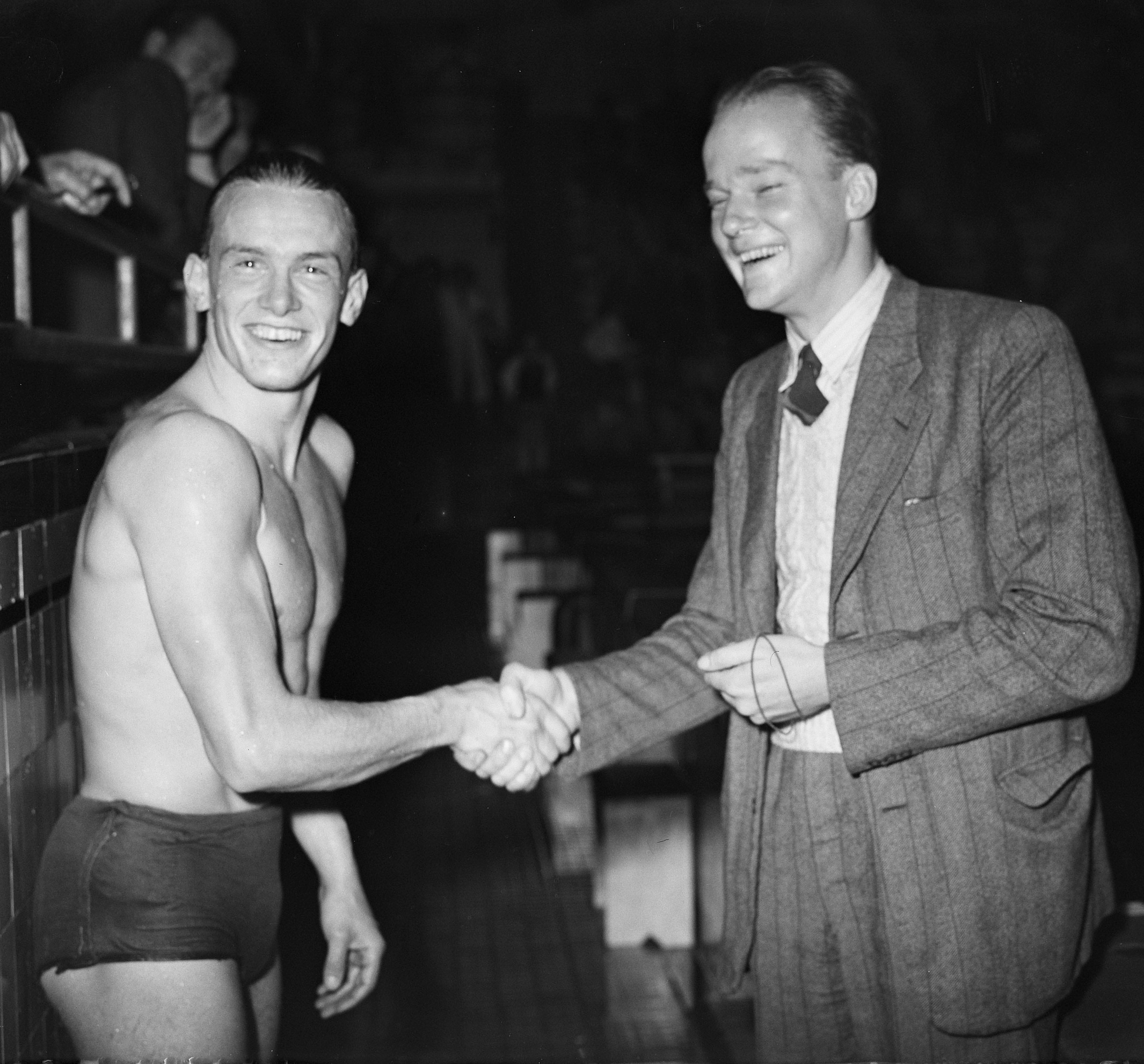
Kees Hoving (rechts) gratuliert Joris Tjebbes, nachdem dieser 1950 seinen niederländischen Rekord unterboten hatte.

Joris Willem Eelco Tjebbes (* 5. November 1929 in Vlissingen; † 31. Juli 2001 in Hoogeveen) war ein niederländischer Schwimmer. Er gewann eine Bronzemedaille bei Europameisterschaften.

## Karriere
Tjebbes schwamm für den Heemsteedse Zwem- en Poloclub. Er gewann die niederländischen Meistertitel 1950 und 1951 über 100 und über 400 Meter Freistil. 1952 siegte er noch einmal über 100 Meter Freistil. Tjebbes stellte niederländische Rekorde über 100, 200 und 400 Meter Freistil auf.
Bei den Europameisterschaften 1950 in Wien belegte er über 100 Meter Freistil den dritten Platz hinter dem Franzosen Alex Jany und dem Schweden Göran Larsson.
1952 bei den Olympischen Spielen in Helsinki gab es über 100 Meter Freistil drei Runden. Tjebbes schied in der zweiten Runde als 18. aus. Drei Runden waren auch über 400 Meter Freistil geplant, hier belegte Tjebbes in der zweiten Runde den 21. Platz.